# Rezolucija Vijeća sigurnosti UN-a 992
Rezolucijom 992 Vijeća sigurnosti Ujedinjenih naroda, jednoglasno usvojenom 11. svibnja 1995. godine, nakon potvrde svih rezolucija o stanju u bivšoj Jugoslaviji, uključujući i 820 (1993.), Vijeće se bavilo slobodom plovidbe Dunavom.
Vijeće sigurnosti željelo je nesmetan pristup moru Dunavu. Izražena je zabrinutost u vezi s nezakonitim pristojbama koje se naplaćuju stranim brodovima koji plove Dunavom na području Srbije i Crne Gore. Države su podsjećene na njihove obveze u Rezoluciji 757 (1992.) da ne stavljaju sredstva na raspolaganje Srbiji i Crnoj Gori i da mogu podnijeti zahtjev za nadoknadu cestarina nezakonito nametnutih njihovim plovilima. Uočeno je da su brodovi u vlasništvu ili registrirani u Srbiji i Crnoj Gori bili na lijevoj strani obale Dunava, dok su popravci obavljeni na desnoj strani obale. S tim u vezi, priznato je da bi to zahtijevalo izuzeće od odredaba Rezolucije 820.
Djelujući prema Poglavlju VII Povelje Ujedinjenih naroda, odlučeno je da brodovi iz Srbije i Crne Gore mogu koristiti rumunjske prevodnice na lijevoj obali Dunava. Trenutna rezolucija bi stupila na snagu kada se odbor osnovan Rezolucijom 724 (1991.) uvjeri da su popravci brave na sustavu Željeznih vrata i na desnoj strani obale završeni. Rezolucija bi ostala na snazi u početnom razdoblju od 60 dana.
Od Rumunjske je zatraženo da nadzire korištenje prevodnica i, ako je potrebno, pregleda plovila i njihov teret, kako bi osigurala da se nikakva roba ne ukrcava ili istovaruje tijekom prolaska plovila kroz prevodnice sustava Đerdap I. Svakom plovilu koje krši rezolucije Vijeća sigurnosti može biti uskraćen pristup. Izuzeća bi bila prekinuta trećeg radnog dana ako bi se prijavilo kršenje, osim ako Vijeće ne odluči drugačije.

## Vanjske poveznice
| Wikizvor | Engleski Wikizvor ima izvorni tekst na temu: United Nations Security Council Resolution 992 |

- Text of the Resolution at undocs.org